# Srebrny Puchar AMA/FIM w miniżużlu
Srebrny Puchar AMA/FIM w miniżużlu (ang. AMA/FIM Youth Speedway Silver Cup Championship) – międzynarodowe rozgrywki miniżużlowe dla zawodników do 15. roku życia w kategoriach 150 cm³ i 250 cm³, nadzorowane przez północnoamerykańską kontynentalną federację motocyklową FIM North America i krajową federację American Motorcyclist Association (AMA). Rozgrywane są od 2013 roku na torze należącym do kompleksu wystawienniczego Industry Hills Expo Center w Industry.

## Historia
Seria zawodów została stworzona w celu zapewnienia młodym północnoamerykańskim żużlowcom ustrukturyzowanych rozgrywek. W pierwszym turnieju rozegranym w dniach 16-17 sierpnia 2013 roku wzięło udział 28 zawodników w wieku od 8 do 15 lat podzielony na trzy dywizje: jedna dla pojemności motocykli 250 cm³ i dwie w kubaturze 150 cm³. Format zawodów każdej z dywizji to cztery rundy i bieg finałowy. 

## Medaliści

### Kategoria 250 cm³
| Rok  | Złoto                                                    | Srebro                                                   | Brąz                                                     | Źr.   |
| ---- | -------------------------------------------------------- | -------------------------------------------------------- | -------------------------------------------------------- | ----- |
| 2013 | Luke Becker                                              | Broc Nicol                                               | Kurtis Hamill                                            | [ 2 ] |
| 2014 | Dillon Ruml                                              | Kurtis Hamill                                            | Braydan Galvin                                           | [ 3 ] |
| 2015 | Colton Hicks                                             | Sebastian Palmese                                        | Kyle Cunningham                                          | [ 4 ] |
| 2016 | Sebastian Palmese                                        | Jake Isaac                                               | Colton Hicks                                             | [ 5 ] |
| 2017 | Sebastian Palmese                                        | Kyle Cunningham                                          | Anthony Dion                                             | [ 6 ] |
| 2018 | Sebastian Palmese                                        | Landon Norton                                            | Jake Isaac                                               | [ 7 ] |
| 2019 | Cameron Krezman                                          | Timmy Dion                                               | Landon Norton                                            | [ 8 ] |
| 2020 | Mistrzostwa zostały odwołane z powodu pandemii COVID-19. | Mistrzostwa zostały odwołane z powodu pandemii COVID-19. | Mistrzostwa zostały odwołane z powodu pandemii COVID-19. | [ 9 ] |

### Kategoria 150 cm³
| Rok  | Złoto                                                    | Srebro                                                   | Brąz                                                     | Źr.   |
| ---- | -------------------------------------------------------- | -------------------------------------------------------- | -------------------------------------------------------- | ----- |
| 2013 | Sebastian Palmese                                        | Courtney Crone                                           | Maverick Molloy                                          | [ 2 ] |
| 2014 | Sterling Martin                                          | Sebastian Palmese                                        | Slater Lightcap                                          | [ 3 ] |
| 2015 | Sterling Martin                                          | Slater Lightcap                                          | Alex Martin                                              | [ 4 ] |
| 2016 | Sterling Martin                                          | Enzo Sorani                                              | Alex Martin                                              | [ 5 ] |
| 2017 | Slater Lightcap                                          | Luke Whitcomb                                            | Travis Horn                                              | [ 6 ] |
| 2018 | Colton Nelson                                            | Jose Navarette                                           | Owen Williams                                            | [ 7 ] |
| 2019 | Nick Hohlbein                                            | Levi Leutz                                               | Mike McGrath                                             | [ 8 ] |
| 2020 | Mistrzostwa zostały odwołane z powodu pandemii COVID-19. | Mistrzostwa zostały odwołane z powodu pandemii COVID-19. | Mistrzostwa zostały odwołane z powodu pandemii COVID-19. | [ 9 ] |

### Kategoria 150 cm³ (druga dywizja)
| Rok  | Złoto           | Srebro        | Brąz            | Źr.   |
| ---- | --------------- | ------------- | --------------- | ----- |
| 2013 | Sterling Martin | Logan Hedden  | Sam Hagon       | [ 2 ] |
| 2014 | Keelan Venegas  | Luke Whitcomb | Dakota Shockley | [ 3 ] |
| 2015 | Sam Hagon       | Timmy Dion    | Greg Moore      | [ 4 ] |
| 2016 | Gavin Geist     | Sammy Waddill | Travis Horn     | [ 5 ] |